# 東京都民銀行
株式会社東京都民銀行（とうきょうとみんぎんこう、英: The Tokyo Tomin Bank, Limited）は、かつて存在した東京TYフィナンシャルグループ（現・東京きらぼしフィナンシャルグループ）傘下の地方銀行。本店は東京都港区に置いていた。2018年5月1日に八千代銀行および新銀行東京と合併し、きらぼし銀行となった。

## 概要
旧・日本興業銀行系とされ、歴代トップは同行出身者が就任する例が多かった。いわゆる戦後地銀の1行である。1968年に東都銀行が三井銀行（後の太陽神戸三井銀行→さくら銀行、現・三井住友銀行）へ吸収合併されて以降は、東京都内に本店を置く唯一の地方銀行であった。
2013年（平成25年）8月5日、同じく都内を地盤とする第二地銀である八千代銀行と2014年（平成26年）秋を目処に金融持株会社を設立し、経営統合をする交渉が進められていると報じられ、2014年（平成26年）（平成26年）10月1日に、両行が銀行子会社として傘下に入り、「株式会社東京TYフィナンシャルグループ」を設立。本社を八千代銀本店に設置した。
2014年（平成26年）3月、清水建設がサーベラス傘下である昭和地所の所有する土地を取得し建設するビルを、都民銀が完成後に買い取り本店を移転すると報じられ、2017年（平成29年）9月19日から完成した新本店ビルで業務を開始した。
2018年（平成30年）5月1日、東京都民銀行と八千代銀行、新銀行東京が合併し「株式会社きらぼし銀行」へ社名変更した。後身のきらぼし銀行の金融機関コードは東京都民銀行の「0137」を継承している。

## ATMについて
ATMでは、イオン銀行・常陽銀行・筑波銀行・武蔵野銀行・千葉銀行・横浜銀行・東日本銀行・八千代銀行のキャッシュカードによる出金は自行扱いであった他、しゅとねっとで提携している同行・東日本・八千代の3行については相互入金も実施していた。また、コンビニATM（セブン銀行）での入出金やJR東日本の駅に設置されるATMコーナーである「ビューアルッテ」での出金も可能であった。

## 沿革
- 1951年（昭和26年）12月12日 - 東京都及び東京商工会議所の支援により、株式会社東京都民銀行を設立。本店を日本橋に設置。
- 1961年（昭和36年）7月12日 - 外国為替公認銀行に指定[12]。
- 1966年（昭和41年）8月8日 - 港区六本木に本店移転[13]。
- 1975年（昭和50年）9月5日 - 東証一部上場[14]。
- 1978年（昭和53年） - CIデザイン制定。落ち着きと芽生えを表す「ウォームグリーン」の基調色や、福田繁雄デザインによる「T」と「人」をモチーフに交流と矢印をイメージしたロゴマークを採用[15]。
- 1980年（昭和55年） - シルベスター・キャットとトゥイーティーを通帳のイメージキャラクターに採用[16]。
- 1983年（昭和58年） - 証券業務開始。
- 1990年（平成2年） - MICS接続開始。
- 1993年（平成5年） - 守谷システム研究所完成。
- 2001年（平成13年） - 八千代銀行とのATM相互無料開放開始。創立50周年。愛称「とみん銀行」を廃止。
- 2003年（平成15年） - 東京都民銀行ハローアクセス支店開設。
- 2004年（平成16年） - セブン銀行との提携開始
- 2006年（平成18年） - 楽天との提携開始。また、プロ野球・東京ヤクルトスワローズのオフィシャルスポンサーとなり、神宮球場に電光広告設置[注 1]。
- 2007年（平成19年）
  - 7月23日 - 午前9時に東京都民銀行楽天支店開設。
  - 10月15日 - 東日本銀行とのATM相互無料開放開始と同時に、既提携済みである八千代銀行と合わせて3行との相互出金無料サービスの名称を「しゅとねっと」とする。
  - 10月29日 - 千葉銀行・横浜銀行とのATM相互開放開始。
- 2008年（平成20年）
  - 8月4日 - 常陽銀行・関東つくば銀行（現・筑波銀行）・武蔵野銀行とのATM相互開放開始。
  - 9月1日 - JR東日本主要駅設置のビューアルッテとのATM開放開始。
  - 11月14日 - 楽天支店の新規口座開設を停止。
- 2009年（平成21年）
  - 2月23日 - 楽天支店を廃店し[17]、それまでに口座解約していない顧客とその預金をイーバンク銀行（現・楽天銀行）に譲渡。
  - 8月 - 上海市に都民銀商務諮詢（上海）有限公司設立。
- 2010年（平成22年）12月20日 - サッカーJリーグ・FC東京との業務提携を発表[18]。
- 2011年（平成23年）
  - 10月11日 - 勘定系システムをSTELLA CUBE（NTTデータ基幹系共同センター）へ移行[19][20][注 2]。
  - 12月 - 創立60周年。
- 2012年（平成24年）
  - 3月 - 多摩研修センター竣工。
  - 4月 - 千葉興業銀行・山梨中央銀行とATM業務提携。
- 2013年（平成25年）6月 - 東邦銀行とATM業務提携。
- 2014年（平成26年）10月1日 - 金融持株会社・株式会社東京TYフィナンシャルグループの傘下となる。
- 2017年（平成29年）9月19日 - 完成した新本店ビルにて業務を開始。
- 2018年（平成30年）5月1日 - 東京都民銀行と八千代銀行、新銀行東京が合併し、「株式会社きらぼし銀行」へ社名変更[11]。

## キャラクター
2007年（平成19年）2月10日から2016年（平成28年）7月31日まではサンリオのキャラクターである『シナモロール』をイメージキャラクターとして採用し、同年8月1日からは、東京TYFGの共通イメージキャラクターとして、サンリオの『リトルツインスターズ』を導入した。
このほか、2011年（平成23年）7月19日からFC東京デザインの総合口座通帳・キャッシュカード・積立預金通帳も発行していた。

## ギャラリー

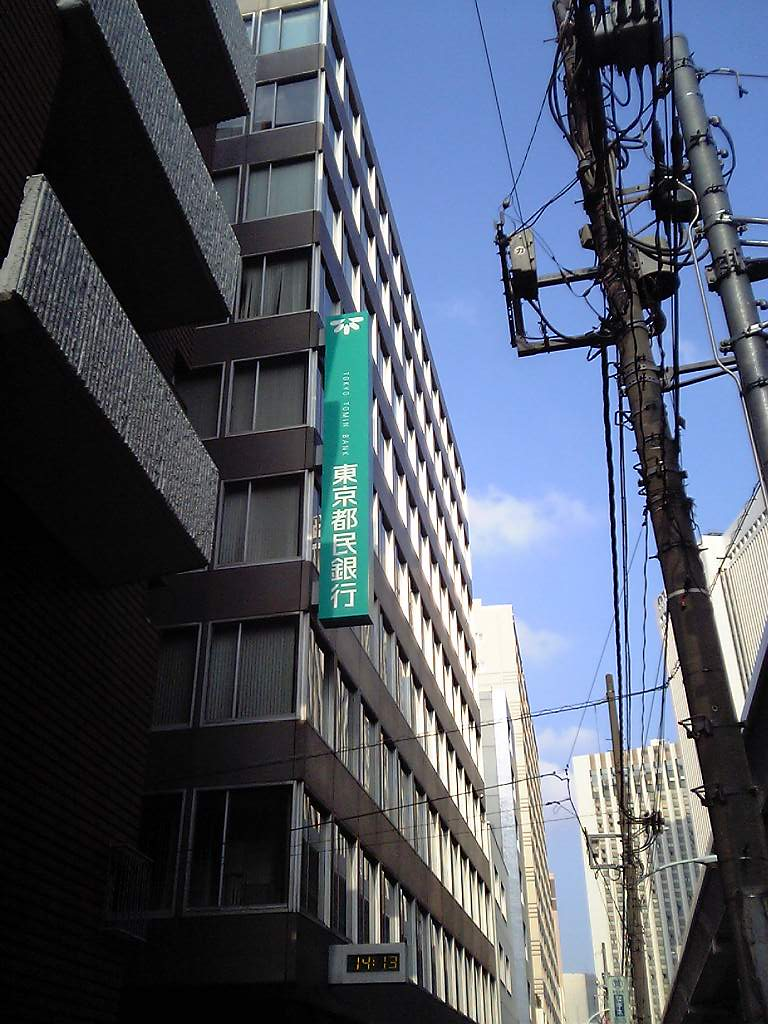
旧本店
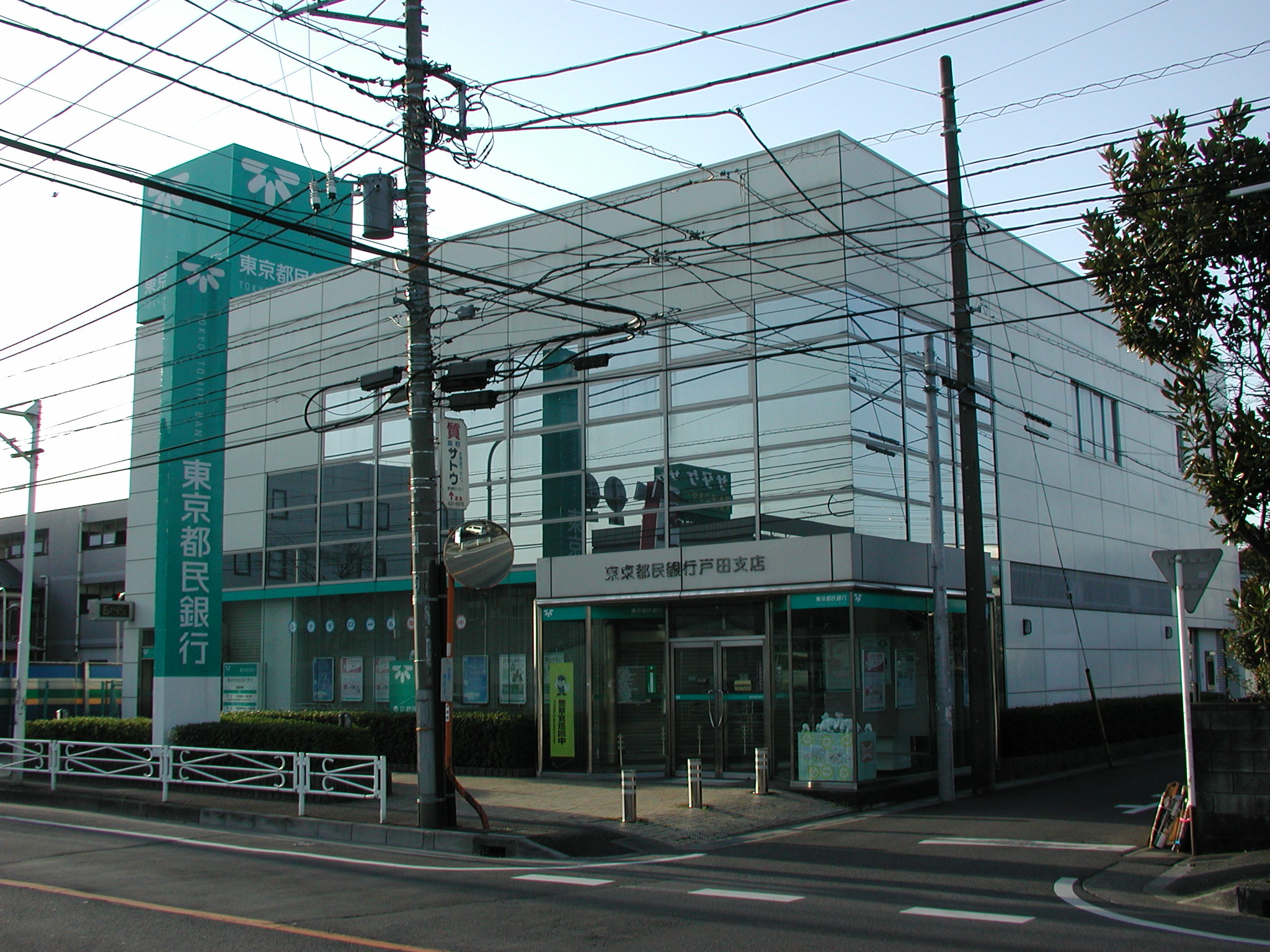
戸田支店 （2009年（平成21年）3月）
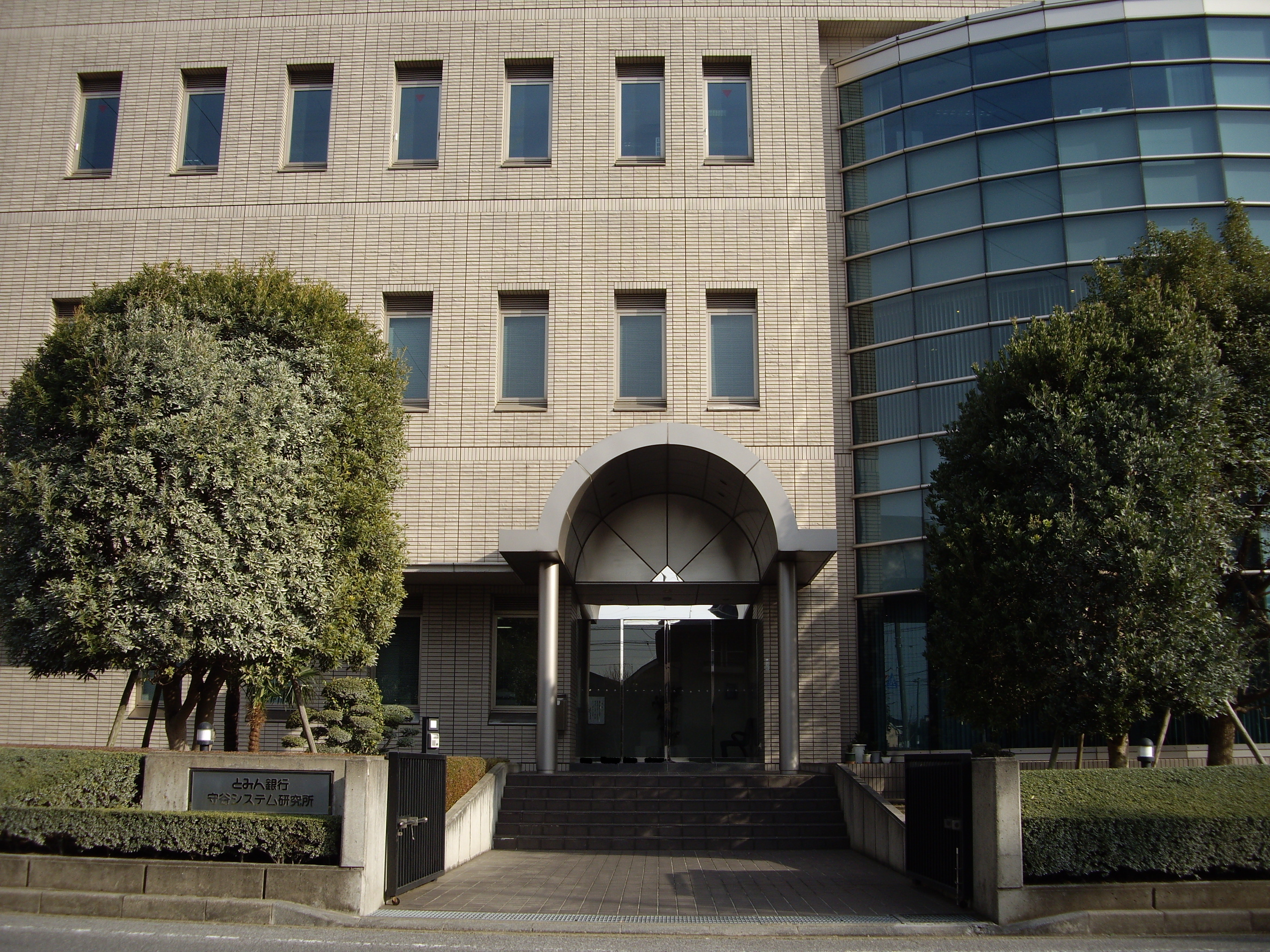
守谷システム研究所 （2010年（平成22年）2月8日）